# Elminia
Genre
Elminia est un genre de passereaux africain de la famille des Stenostiridae.

## Espèces principales
D'après la classification de référence (version 2.6, 2010) du Congrès ornithologique international (ordre phylogénique) :
- Elminia longicauda – Elminie bleue
- Elminia albicauda – Elminie à queue blanche
- Elminia nigromitrata – Elminie à tête noire
- Elminia albiventris – Elminie à ventre blanc
- Elminia albonotata – Elminie à queue frangée